# دودو مينيرو
دودو مينيرو هو لاعب كرة قدم برازيلي في مركز الهجوم، ولد في 30 يونيو 1985 في كونسلهيرو لافايت في البرازيل. لعب مع نادي ثون ونادي ساو باولو ونادي غواراني ونادي يانغون يونايتد.

## وصلات خارجية
- دودو مينيرو على موقع قاعدة بيانات كرة القدم.إي يو (الإنجليزية)
- دودو مينيرو على موقع Soccerway.com (الإنجليزية)
- دودو مينيرو على موقع عالم كرة القدم.نت (الإنجليزية)